# Арашенда (Ґурджаанський муніципалітет)
Арашенда (груз. არაშენდა) — село в Грузії.
За даними перепису населення 2014 року в селі проживає 1109 осіб.